# Picher, Ludwigslust-Parchim
Picher là một đô thị ở huyện Ludwigslust-Parchim (trước thuộc huyện Ludwigslust) trong bang Mecklenburg-Vorpommern, Đức. Picher có diện tích 39,09 km2, dân số thời điểm 31 tháng 12 năm 2006 là 744 người.
Picher nằm ở cuối phía bắc của vùng Griesen, một vùng rừng nằm giữa các sông Sude, Elde và Elbe. Đô thị này cách thành phố Ludwiglust 12 km..